# Resolució 1709 del Consell de Seguretat de les Nacions Unides
La Resolució 1709 del Consell de Seguretat de les Nacions Unides fou adoptada per unanimitat el 22 de setembre de 2006. Després de recordar les resolucions sobre la situació al Sudan, en particular les resolucions 1590 (2005), 1627 (2006), 1653 (2006), 1663 (2006), 1679 (2006) i 1706 (2006), el Consell va ampliar el mandat de la Missió de les Nacions Unides al Sudan (UNMIS) per un període fins a octubre de 2006.

## Detalls
El Consell era preocupat per les restriccions imposades a la missió de manteniment de la pau UNMIS i l'efecte sobre la seva capacitat per dur a terme el seu mandat amb eficàcia. A més, va expressar la seva preocupació pel deteriorament de la situació humanitària al Darfur, reiterant la necessitat de posar fi a tota violència i atrocitats a la regió.
Determinant la situació per continuar sent una amenaça per a la pau i la seguretat internacionals, el Consell va renovar el mandat de la UNMIS fins al 8 d'octubre de 2006, amb la intenció de renovar-la si calgués.